# アヴィス騎士団

アヴィス騎士団の紋章

アヴィス騎士団（アヴィスきしだん、葡: Ordem Militar de Avis）は、ポルトガルの騎士修道会。エヴォラのサンタ・マリア修道会、聖ベントのアヴィス騎士団、アヴィス王立騎士団などの旧称がある。

## 歴史
ポルトガル王国は1128年にカスティーリャ王国から独立し、イベリア半島におけるレコンキスタに参加した。戦いには多くの十字軍騎士たちが参加していたが、彼らは一時的に義務を負うのみであり、契約が切れれば、戦争が終わっていなくても故郷へ帰ってしまう者が多かった。騎士の多くはピレネー山脈以北から十字軍に参加しにきた外国人だった。1128年、テンプル騎士団がローマ教会の認可を受け、ポルトガル王太后テレサ・デ・レオンはテンプル騎士団のポルトガルでの活動を許可した。こうしてポルトガル人の騎士団が生まれた。また、国王アフォンソ1世はムーア人から奪回したエヴォラの街を騎士団に与え、異母弟のペドロ・エンリケスを総長とした。ここから騎士団は「エヴォラのサンタ・マリア修道会」と呼ばれるようになった。
「聖ベントのアヴィス騎士団」と呼ばれるようになったのは、アヴィス城を攻略してそこへ拠点を移し、ベネディクト会の戒律を採用した1162年以後のことである。カスティーリャ王国のカラトラバ騎士団のように、ポルトガルの騎士団はシトー会の慣習と規律に大きな影響を受けていた。白のマントに緑の百合模様のついた十字はその例である。ポルトガル内のカラトラバ騎士団は、「カラトラバ騎士団の総長がアヴィス騎士団を訪れた際は彼に従う」ことを条件に、アヴィス騎士団へその拠点を明け渡した。このことから、アヴィス騎士団はカラトラバ騎士団の支流とみなされることもあるが、実際にはアヴィス騎士団の総長は常にポルトガル人であり、ポルトガル王の親族であった。
1383年、フェルナンド1世の死によりポルトガルとカスティーリャの間に戦争が起き、アヴィス騎士団総長ジョアンが王位につくと、彼は騎士達にカスティーリャ人に従うことを禁じた。その後、カラトラバ騎士団の総長ゴンサロ・デ・グスマンがアヴィス騎士団を訪問した際、アヴィス騎士たちは彼を厚くもてなしはしたが、新たな総長とは認めなかった。グスマンは抗議し、論争は1431年のバーゼル公会議でポルトガル側の非が宣言されるまで続いた。しかし、カラトラバ騎士団の権利は結局行使されず、次のアヴィス騎士団総長ロドリゲス・デ・シケイラは自らの地位を守り続けた。
ポルトガルがムーア人を駆逐し、レコンキスタが終結するとともに騎士団の布教活動も終わると思われたが、ポルトガルの海外進出によって新たな役目を担うことになる。ジョアン1世による1415年のセウタ攻略、その子ドゥアルテ1世の1437年のタンジール攻撃などにおいても、騎士団はその宗教精神と、教皇の認可に基づいて活躍した。ともにテンプル騎士団を元祖とするアヴィス騎士団やキリスト騎士団はその武勇によって大きな功績を残した。前者はフェルナンド王子、後者はエンリケ王子に率いられており、ともにドゥアルテ1世の弟であるフェルナンドはムーア人に捕われ、6年間監禁された後死去したが、彼は殉教したとみなされて列聖された。
しかし、この様な情熱も次第に失われていった。海外進出による富の蓄積によって国内は潤い、アフリカの十字軍は単なる商業組織へと変わっていった。教会の支持は金銭調達のための建前に利用され、1551年には騎士団の権限を国王が全て握るようになった。騎士団の収入は国王の手に渡り、陸軍、海軍の費用に利用されることになる。騎士団の宗教精神は消え、修道生活を送る者も少なくなった。1502年、教皇アレクサンデル6世は騎士たちに妻帯を許し、1551年にはユリウス3世が財産所有を認めた。

## 世俗化
1789年、アヴィス騎士団は教皇ピウス6世と女王マリア1世によって世俗組織に改められた。ポルトガル内戦によって絶対主義のミゲル1世が敗れた後、1834年には反カトリック的な政府が興り、立憲君主制の下で騎士団はその財産を没収された。騎士団は自由主義体制と新たな法律によって単なる名誉勲位に変貌した。かつて重要な役割を持っていた騎士団員の特権も失われたのである。
1910年、王制廃止によって誕生した共和新政府は塔剣騎士団を除く全ての騎士団を廃止した。しかし、1917年の第一次世界大戦の終結とともに、これらの騎士団は祖国への類まれな貢献、つまり共和国大統領の職に対しての名誉勲位となって再建された。アヴィス騎士団は、他のポルトガルの騎士団とともに、第一共和政期（1910年 - 1926年）の数回と、1962年、そして1986年にその法規の改定が行なわれた。
アヴィス騎士団、キリスト騎士団、聖ヤコブ帯剣騎士団は、現在は大統領に任命される8人のメンバーによる管理下に置かれており、「古き騎士団」としてまとめられている。軍人と文民、またポルトガル人と外国人を問わず、政治家、外交官、裁判官、公的機関、または民間のポルトガルに対する多大な貢献に対して勲位を授与している。

## 階級
現在、ポルトガル政府から送られるアヴィス騎士団の階級は5つ存在する。
- 大十字 (GCA) 騎士団章を右肩のサッシュに付け、金の星を左胸に付ける
- 大将校 (GOA) 騎士団章を首飾りに付け、金の星を左胸に付ける
- 指揮官 (ComA) 騎士団章を首飾りに付け、銀の星を左胸に付ける
- 将校 (OA) 騎士団章をロゼットのリボンにのせてに左胸に付ける
- 騎士/女騎士 (CavA/DamA) 騎士団章をリボンにのせてに左胸に付ける

## 勲章
- 騎士団章は、右図の紋章の十字の腕を少し短くしたものを、金箔で覆った物。王政期にはバッジにキリストの聖なる心臓が加えられていた。
- 星章は、角が8つで切子面がある。大十字と大将校の物は金色である。中央には小さい騎士団章が白エナメルに付いている。王政期には中央にキリストの聖なる心臓が加えられていた。
- リボンは飾りの無い緑色である。

## アヴィス騎士団歴代総長

### エヴォラ修道会期
- ペドロ・アフォンソ（在任：1160年 - 1169年）
- フェルナン・ロドリゲス・モンテイロ（1175年 - 1195年）
- ゴンサロ・ヴィエガス・デ・ラニョーソ（1197年 - 1219年）

### アヴィス騎士団期
- フェルナンド・エアネス（1219年 - 1237年）
- ジョアン・ポルテイロ
- マルティム・フェルナンデス
- フェルナン・ソアレス
- ロレンソ・アフォンソ
- ジョアン・ピレス
- ヴァスコ・アフォンソ
- ジル・マルティンス
- ガルシア・ピレス
- ジル・ピレス
- アフォンソ・メンデス
- ゴンサロ・ヴァス
- ジョアン・ロドリゲス・ピメンテル
- ジョアン・アフォンソ
- ディオゴ・ガルシア
- マルティム・ド・アヴェラール
- エガス・マルティンス
- ジョアン1世（1364年 - 1387年?）
- フェルナンド・ロドリゲス・デ・シケイラ（1387年 - ?）
- フェルナンド聖王子（1434年 - 1443年）
- ペドロ・デ・コインブラ（1445年 - 1466年）
- ジョアン2世（1468年 - 1490年）
- アフォンソ（ジョアン2世の息子、教皇の承認を得る前に死去、1490年 - 1491年）
- ジョルジェ・デ・レンカストレ（ジョアン2世の庶子、1491年 - 1551年）

1551年以後、アヴィス騎士団総長の地位は国王が兼任した。